# تحصیل دروش
تحصیل دروش (به انگلیسی: Drosh) یک منطقهٔ مسکونی در پاکستان است که در ناحیه چترال واقع شده‌است.